# 대구유산초등학교
대구유산초등학교는 대한민국 대구광역시 달성군 구지면 과학남로 490-3 (유산리)에 있었던 초등학교이다.

## 연혁
- 1938년 4월 8일 구지공립심상소학교 부설 유산간이학교 개교
- 1943년 10월 5일 유산공립국민학교로 승격
- 1995년 1월 1일 대구시로 편입
- 1996년 3월 1일 대구유산초등학교로 개칭
- 1997년 3월 1일 대구구지초등학교로 통폐합